# Wilhelm von Ludwig
Wilhelm Friedrich Ludwig, ab 1839 von Ludwig, (* 16. September 1790 in Uhlbach bei Stuttgart; † 14. Dezember 1865 in Stuttgart) war ein deutscher Mediziner.

## Leben
Wilhelm Ludwig wurde als siebtes Kind des Pfarrers Johann Jakob Ludwig geboren. Nach der Schulzeit kam Wilhelm in die Lehre zu einem Wundarzt, ehe er an der Eberhard Karls Universität Tübingen ein Medizinstudium absolvieren konnte. Bereits mit 21 Jahren promovierte er. Stipendien, die er wegen seines ausgezeichneten Examens erhielt, konnte er nicht antreten, da er zum Militär einberufen wurde. Mit der Grande Armée unter Napoléon Bonaparte musste der junge Arzt nach Russland, er kam dort in Gefangenschaft. Ein russischer Fürst, dessen Sohn erkrankt war, suchte im Lager einen Arzt. Ludwig gelang es, das Kind zu retten, was ihm einige Vergünstigungen einbrachte. Nach der Völkerschlacht bei Leipzig kehrte er in die Heimat zurück.
1814 erhielt Ludwig die Berufung zum Vorstand der chirurgisch-geburtshilflichen Abteilung der Tübinger Klinik, 1815 wurde er dort zum Professor der Medizin ernannt. Die Lehrtätigkeit befriedigte ihn nicht, er ging zurück nach Stuttgart und eröffnete eine Praxis. König Wilhelm I. ernannte ihn 1816 zum Leibarzt, er behandelte aber Menschen aus allen Schichten der Bevölkerung. Sein Wohnhaus in der Friedrichstraße 20 wurde 1820 vom Architekten Nikolaus Friedrich von Thouret entworfen. 1836 wurde er in das Direktorium des Württembergischen Medizinalkollegiums berufen. Als Leiter desselben initiierte er die Schaffung einer Zentralimpfanstalt, die Herstellung des Impfstoffes und die Durchführung von Pockenschutzimpfungen.
1844 war er in Stuttgart maßgeblich an der Gründung des Vereins  für vaterländische Naturkunde in Württemberg beteiligt.
Über Ludwig sind viele Anekdoten überliefert, auch wird berichtet, dass er sich zeitlebens weigerte, seinen schwäbischen Dialekt abzulegen. 1853 wurde er nach fast 40-jähriger amtlicher Tätigkeit mit dem Titel Exzellenz pensioniert. Seine große Praxis führte er weiter. 1858 wurde er zum Ehrenbürger der Stadt Stuttgart ernannt.
Am 14. Dezember 1865 starb Staatsrat Geh. Obermedizinalrat von Ludwig im Alter von 73 Jahren in Stuttgart. Für seine Bestattung auf dem Uhlbacher Friedhof hatte er genaue Anweisungen getroffen. Ein schlichtes Marmorkreuz hatte er gewünscht, der Stiftungsrat errichtete aber 1869 ein monumentales Grabmal, gefertigt nach dem Entwurf des berühmten Julius Schnorr von Carolsfeld. Auf einem Sandsteinunterbau ruht eine Bronzeplatte, versehen mit den Lebensdaten und einem Relief des Verstorbenen.

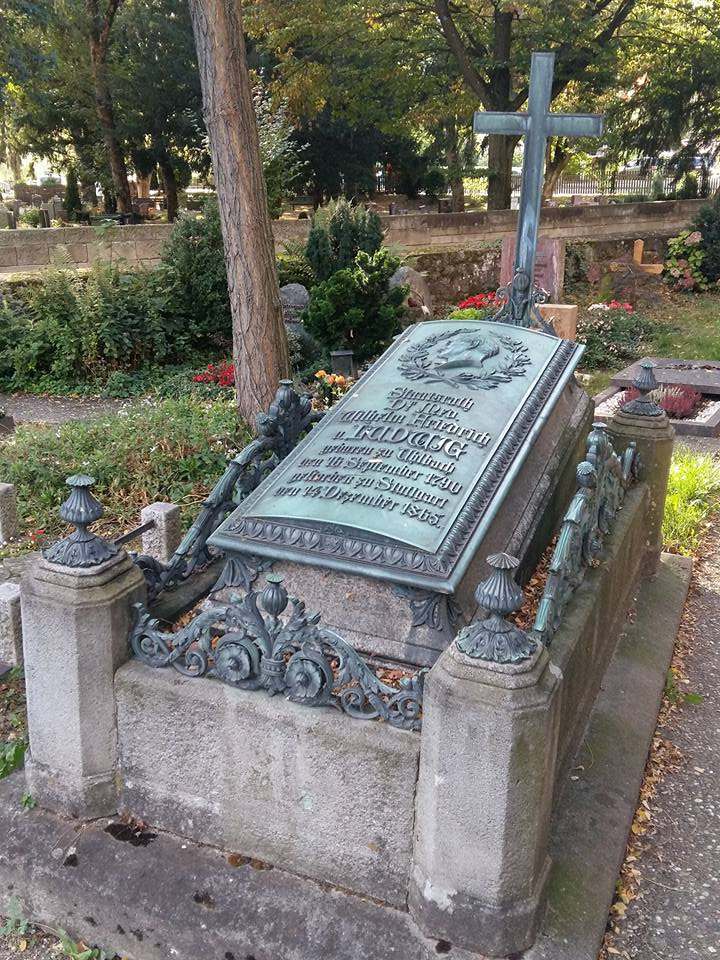
Grabmal auf dem Friedhof in Uhlbach

Ludwig hinterließ ein großes Vermögen, das er zum Bau eines Krankenhauses bestimmte. „Für arme kranke Württemberger, gleich welcher Religion oder welchem Orte des Landes sie angehören.“ Auch die Ausbildung junger Mediziner sollte dort gefördert werden. Das „Ludwigspital Charlottenhilfe“ wurde am 1. Dezember 1874 feierlich eröffnet. Es befand sich in der Lindenspürstraße und wurde 1944 durch Bombenangriffe zerstört. Auf einen Wiederaufbau wurde nach dem Krieg verzichtet. 

## Ehrungen
- Kommenturkreuz des Ordens der Württembergischen Krone, Nobilitierung (1839)[2]
- Ritterkreuz des Friedrichs-Ordens (1846)[3].